# Echinocardium
Echinocardium is een geslacht van zee-egels uit de familie Loveniidae, en het typegeslacht van de onderfamilie Echinocardiinae.

## Soorten
Recent
- Echinocardium capense Mortensen, 1907
- Echinocardium connectens Mortensen, 1933
- Echinocardium cordatum (Pennant, 1777) - Zeeklit
- Echinocardium fenauxi Péquignat, 1963
- Echinocardium flavescens (O.F. Müller, 1776)
- Echinocardium keiense Mortensen, 1950
- Echinocardium laevigaster A. Agassiz, 1869
- Echinocardium lymani (Lambert & Thiéry, 1924)
- Echinocardium mediterraneum (Forbes, 1844)
- Echinocardium meteorense Mironov, 2006
- Echinocardium mortenseni Thiéry, 1909
- Echinocardium pennatifidum Norman, 1868

Uitgestorven
- Echinocardium dubium Péron & Gauthier, 1885 †
- Echinocardium intermedium Loczy, 1877 †